# Steinkiste von Viberg
Die Steinkiste von Viberg (dänisch Vibjerg Hellekiste oder Lille Havelse Hellekiste) liegt südöstlich von Ølsted bei Hillerød in Dänemark. Vibjerg bedeutet auf altnordisch etwa „der geweihte Platz; auf der Höhe“ (vergleiche Viborg).
Eine typische seeländische Steinkiste der ausgehenden Jungsteinzeit wurde 1938 von C. J. Becker in Vibjerg, in der Nähe von Ølsted in Nordseeland ausgegraben. Die etwa 3,5 Meter lange, unberührte Steinkiste war teilweise mit Erde angefüllt und barg zwei Skelette mit Beigaben aus der Dolchzeit. Die West-Ost orientierte Kiste besteht aus 17 Tragsteinen und war von fünf Decksteinen bedeckt. Sie liegt in einem überpflügten Hügel von etwa 14,0 m Durchmesser und 0,5 bis 1,0 m Höhe.